# Le Ménil-Scelleur
Le Ménil-Scelleur är en kommun i departementet Orne i regionen Normandie i nordvästra Frankrike. Kommunen ligger i kantonen Carrouges som tillhör arrondissementet Alençon. År 2022 hade Le Ménil-Scelleur 87 invånare.

## Befolkningsutveckling
Antalet invånare i kommunen Le Ménil-Scelleur
| Referens: INSEE |